# Folsomides neozealandia
Folsomides neozealandia är en urinsektsart som beskrevs av John Tenison Salmon 1948. Folsomides neozealandia ingår i släktet Folsomides och familjen Isotomidae. Inga underarter finns listade i Catalogue of Life.